# Ханс-Георг фон Фридебург
Ханс-Георг фон Фридебург (на немски: Hans-Georg von Friedeburg) е германски генерал-адмирал от Кригсмарине.
Той е единственият представител на въоръжените сили, който присъства при подписването на германската капитулация в Линебург Хийт на 4 май 1945 г., в Реймс на 7 май и в Берлин на 8 май 1945 г. Фридебург се самоубива малко след разпадането на своето правителство.

## Биография
Роден е в Страсбург, син на пруския офицер Карл фон Фридебург (1862-1924). Постъпва в имперския военноморски флот на 1 април 1914 г. След избухването на Първата световна война е повишен в подофицерско звание Fähnrich zur See (кандидат офицер). Участва в битката при Ютланд срещу големия флот на британското кралско военно командване през 1916 г.
Известен германски военноморски офицер от следвоенния период, през септември 1941 г. е назначен за заместник-командир на флотата на германските флотски кораби. През февруари 1942 г. Фридебург става контраадмирал, а през февруари следващата година поема командването на немския флот. На 17 януари 1945 г. е награден с Кръст за военни заслуги. Той е наследник на адмирал Карл Дьониц за главен командир на Кригсмарине, когато Дьониц става президент на Райха след самоубийството на Хитлер (и по последната воля на Хитлер) и е повишен в адмирал на 1 май 1945 г.
В началото на май 1945 г. Фридебург получава заповед от Дьониц да договори предаването на западните съюзници. Пристигайки в щаба на полицай Бернард Монтгомъри в Люнебург, Германия, той е информиран, че безусловно предаване на всички съюзнически сили е необходимо и не може да се договаря. След получаване на разрешение от Дьониц, той подписва инструмент за предаване на всички немски въоръжени сили в Холандия, северозападна Германия и Дания на 4 май 1945 г. На 7 май 1945 г. той присъства при първото подписване на германския инструмент за предаване от генерал Алфред Йодл в Реймс.
Фридебург е в Берлин на 8 май 1945 г. за второто подписване на немския инструмент за предаване. Фридебург подписва от името на Кригсмарине, заедно с генерал-полковник Ханс-Юрген Щумпф за Луфтвафе и генерал-фелдмаршал Вилхелм Кайтел за Вермахт. Маршал Георгий Жуков и главният маршал на въздухоплаването Артър Уилям Тедър подписват съответно за Съветския съюз и ШАЕФ. Две седмици по-късно, на 23 май 1945 г., денят, в който са арестувани членовете на правителството на Фридебург, той е военнопленник на британците в Пльон. Неспособен да понесе поражението на своята страна, той взима отрова същия ден. Погребан е в гробището Adelby близо до Фленсбург.
Неговият син Лудвиг фон Фридебург (1924-2010) е известен социолог и политик от Германска социалдемократическа партия и е министър на културата в провинция Хесен между 1969 и 1974 г.